# 团叶陵齿蕨
圓葉鱗始蕨，學名 Lindsaea orbiculatum，又名鐵線草、雙刀蕨、黑骨芒、魚鱗蕨、高腳假鐵線草、金錢草、臺灣陵齒蕨、黑腳蕨、團葉陵齒蕨、七星蕨、團葉鱗始蕨、圓葉陵始蕨、圓葉陵齒蕨，是鳞始蕨科鳞始蕨属一種蕨類植物。其种加词“hainanensis”意为“海南的”。

## 异名
- Lindsaea simulans
- 海南陵齿蕨 Lindsaea hainanensis
- 臺灣陵齒蕨 Lindsaea taiwaniana
- Lindsaea commixta
- Schizoloma intertextum
- Adiantum orbiculatum
- Lindsaea tenera var. commixta
- Lindsaea orbiculata var. commixta

### 形態
整株長約 15-25cm；根莖短並長成匍匐狀態，表面有窄鱗片；葉柄長 5–17 cm，一回羽狀複葉，叢生；末回小羽片呈扇狀，直徑約 0.5-1.5cm，葉片沒有明顯中脈，葉緣呈鋸齒狀；胞子囊群著生在每片羽片的邊緣，由胞膜所覆蓋，孢膜呈長條形圍著羽片邊沿，不斷裂。

### 棲息地
中國大陸南部、馬來西亞、台灣、琉球群島、香港等地之低海拔山區。生長在林下空曠處或林緣地上，常見於低地次生林及人工林。